# Zalaváry Lajos

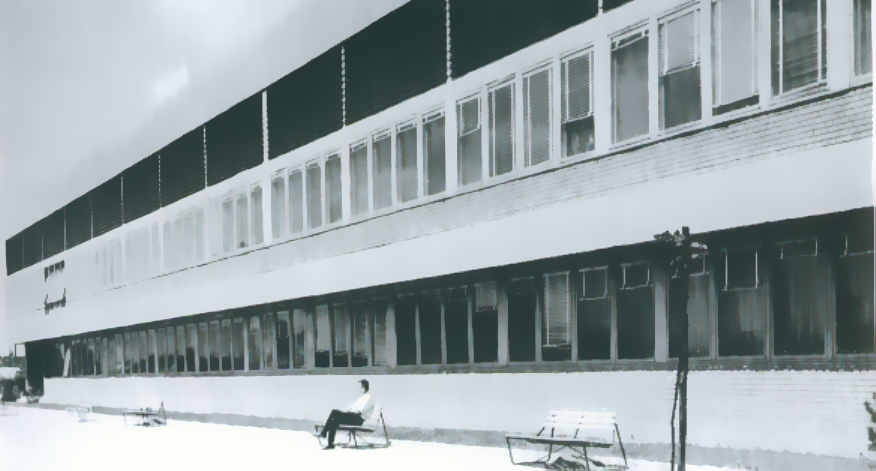
Nagyothallók Állami Intézete. 1965-66

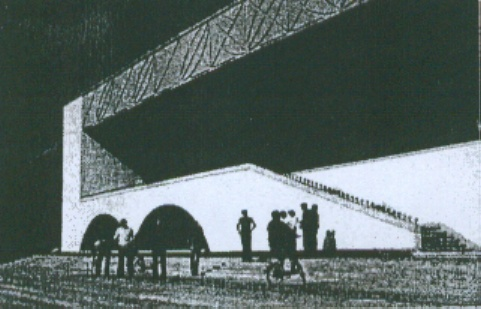
Veszprémi úttörő ifjúsági ház 1978

Zalaváry Lajos (Budapest, 1923. június 1. – Budapest, 2018. február 13.) a Nemzet Művésze címmel kitüntetett, Ybl- és Kossuth-díjas magyar építész.

## Életpályája
1942-ben iratkozott be a József Nádor Műszaki Egyetem Építészmérnöki Karára. Tanulmányait a háború megszakította. Társaival, többek között Farkasdy Zoltánnal és Jánossy Györggyel 1944-ben Németországba vitték. 1945-ben a háború befejezése Dániában éri; a következő évben Stockholmban, Várhegyi György irodájában dolgozik. („A Halléba, majd a háború végén Dániába sodródott hallgatókat a tanári karból Korompay György, Pelikán József és Somogyi László vezette. A Dániát és többnyire Svédországot is megismerő fiatal építészek 1946-ban tértek haza, feltöltve az északi építészet benyomásaival. Farkasdy Zoltán, Jánossy György, Zalaváry Lajos, Pál Balázs, Dragonits Tamás, Harasta Miklós, Hottovy Tibor azok, akik az 1950-es években vagy később e hatást építészetünkre közvetítették.”) Az 1945-1946-os skandináviai tartózkodása jelentősen hatott későbbi munkásságára.
Hazatérve – még egyetemistaként – olyan építészek irodájában dolgozott, mint Kismarty-Lechner Jenő, Virágh Pál, Rácz György. Egyetemi tanulmányait folytatva 1949-ben szerzett építész diplomát. Tanárai: – többek között – Kotsis Iván, Weichinger Károly voltak. Diplomamunkájában egy Szobrászati Múzeum épületét kellett megterveznie.
Diplomájának megszerzése után – még 1949-ben – a MATI-ból levált Középülettervező Irodában (KÖZTI) kezdett dolgozni Janáky István műtermében. Janáky mellett – Farkasdy Zoltánnal és Jánossy Györggyel – részt vett a Miskolci Nehézipari Egyetem tervezésében. Ott volt, amikor Janáky vezetésével 1953-an megalakították a MÉSZ mesteriskoláját, mely I. ciklusának hallgatója is volt 1953-55 között, majd később a IV-VI ciklus vezető építésze lett.
Zalaváry teljes szakmai pályafutása alatt a KÖZTI-ben dolgozott, kezdetben id. Janáky műtermében, majd 1965-től műteremvezetőként. Nyugdíjba vonulásáig a Középülettervező Vállalat vezető építésze volt.
Korai önálló alkotása volt a Feldebrőn 1952-ben épült iskola, kétoldali bevilágítású osztálytermekkel, a Budapest III., Zsigmond téri lakóháztömb 1954-ben, mely a háború előtti modern téglaházak hagyományait idézi, vagy a Csepel-Csillagtelep nevű városrész 1955-ből, melyekért 1956-ban az Ybl Miklós-díj II. fokozatát kapta. Ezen időszak alkotásai közé sorolható a gyöngyösi Vásártér lakótelepe (1954–55) és a Budapesten épült Lukács utca 3.
Az 1958-ban elkészült jászberényi fürdő a korszak egyik legérdekesebb és legmarkánsabb épülete, egészen egyedi törekvést jelentett Zalaváry építészetében, melynek további kísérletei csak a tervezőasztalig jutottak, azonban az 1950-60-as évek legszebb alkotásai közé sorolható.
Fontos változást jelentett építészeti munkásságában, hogy 1965-ben átvette a műterem vezetését. Zalaváry 1960-as évekbeli épületein id. Janáky hatása is érződik, mint például: BME kollégium és étterem (1965–68), Nagyothallók Állami Intézete (1965–66). A hatvanas évek végétől a közelmúltig több városképileg is jelentős létesítményt tervezett: a Hotel
Atrium-Hyatt (ma: Sofitel) szálloda a pesti Dunakorzó meghatározó eleme (1972–82). Ez mondható el a kiskörút és Rákóczi út sarkán épült East-West Business Center épületére is.
A magyarországi posztmodern törekvések példája a veszprémi ifjúsági ház (1983) és a gödöllői Biotechnológiai Kutatóközpont épülete(1990). A nagykanizsai Könyvtár építészeti megfogalmazásánál figyelembe vette a szomszédos épületeket, a harmincas években tervezett református templomot és a húszas években Medgyaszay István által tervezet színházépületet.
A Magyar Építőművészek Szövetségének alapító tagja. 1950-től óraadó tanár a BME Középülettervezési tanszékén, MÉSZ Mesteriskola vezető építésze (IV-VI. ciklus), a Magyar Művészeti Akadémia tagja (2001).

## Kitüntetései
- Ybl Miklós-díj (1956, 1966)
- Reitter Ferenc-díj (1983)
- Kossuth-díj (1991)
- Pro Architectura díj[5] (1992)
- Prima díj (2009)
- A Magyar Érdemrend középkeresztje (2013)[6]
- A Nemzet Művésze (2014)

## Művei
Megvalósult épületei:
- 1954–1955. Budapest II., Zsigmond téri lakótömb.(A lakótömb két részből áll. Az egyik az Árpád fejedelem útja 20-22., a Zsigmond tér 1/a-1/b, a Frankel Leó u. 51-53., illetve Harcsa u. 1. sz. zártsorú, keretes beépítésű, fogatolt elrendezésű épületek tömbje, míg a másik az Árpád fejedelem útja, Harcsa u. és Frankel Leó u. által határolt, két, a Dunával párhuzamos fekvésű, függőfolyosós épületrész, amelyeket a Harcsa utcai épületszárny köt össze.)
- 1954–1958. Budapest XXI., Csepel – Csillagtelep Lakótelep (Oltai Pállal)
- 1957. Gyöngyös. Vásártéri lakótelep
- 1960–1961. Budapest I., Hess András tér. Általános Iskola (ma. Budavári Általános Iskola Budapest I. Tárnok utca 9-11.)
- 1960–1964. Jászberény. Lehel vezér tér 18. Tisztasági fürdő
- 1964. Budapest, Erzsébetvárosi kórház (Csontos Cabával, Dobozy Miklóssal)
- 1965–1966. Budapest XIV., Rákospatak utca 101 Nagyothallók Állami Intézete (ma: Dr.Török Béla speciális szakiskola)
- 1965–1968. Budapest XI., Stoczek utca 1-3. BME. Leánykollégiuma és 2000 adagos konyha, étteremmel. (ma Martos Kollégium)
- 1968. Mathias Rex szálloda a Várban. Budapest I., Hess András tér 1–3. (Későbbi Hilton szálló)
- 1971. Miskolc. Sportcsarnok
- 1978. Veszprém. Úttörőház
- 1979–1982. Budapest V., Roosevelt tér 2. Hotel Atrium-Hyatt (ma: Sofitel)
- 1986. Keszthely, Festetics-kastély „György-szárnyai” helyreállítása. Csontos Csabával, Dobozy Miklóssal, Detre Villővel).
- 1990. Gödöllő. Mezőgazdasági Biotechnológiai Kutatóközpont
- 1991–1992. Budapest VIII., Rákóczi út 1–3. Kelet–Nyugat Kereskedelmi Központ (East-West Business Center)
- 2000–2001. Nagykanizsa. Halis István Városi Könyvtár

Díjnyertes pályaművei
- Jászberényi tisztasági fürdő
- Budavár. Szentháromság téri lakóépület
- Budapesti SZOT szálló
- Szolnok, Megyei könyvtár
- Békéscsabai városközpont
- Dél-pesti 840 ágyas kórház
- MTESZ székház.
- Esztergomi Vármúzeum

## Képgaléria

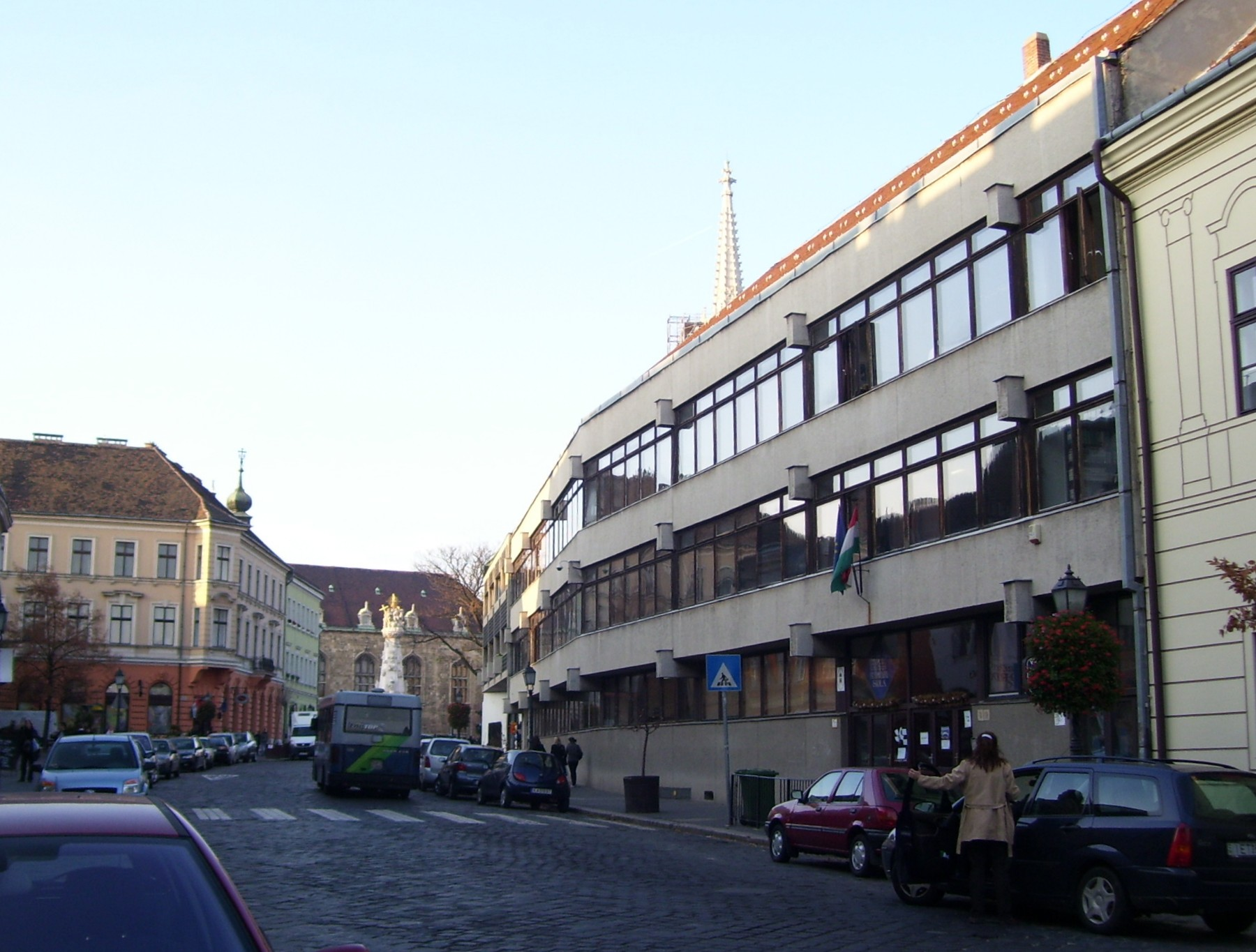
Budavári általános iskola 1960-61 (átadva 1968-ban)
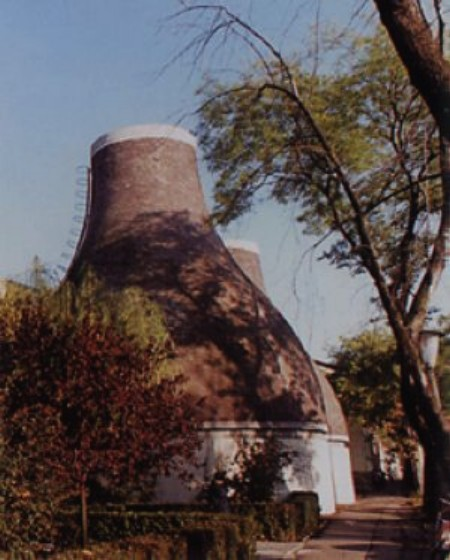
Jászberényi termálfűrdő. 1960-64
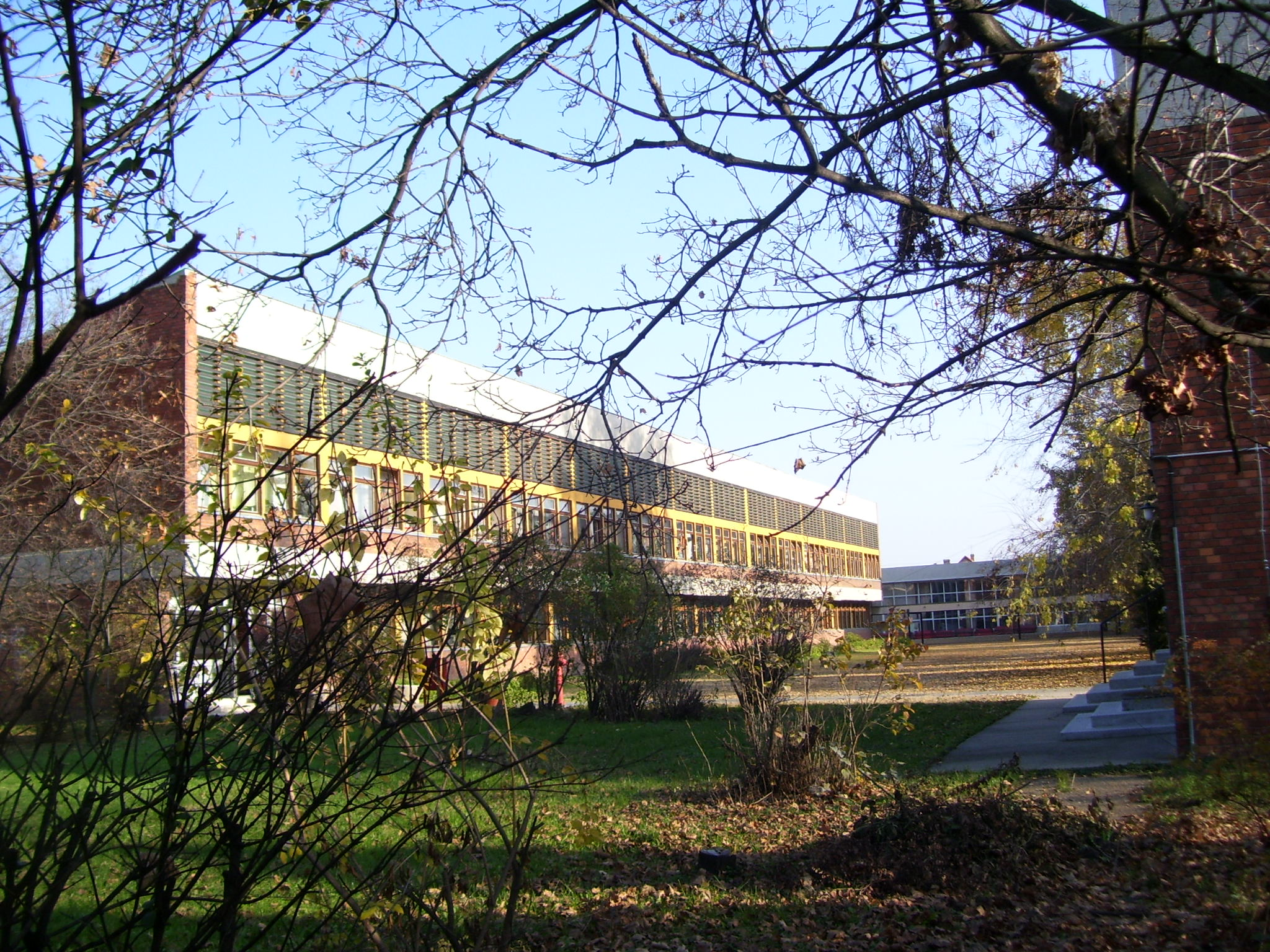
Dr. Török Béla speciális szakiskola 1965-66
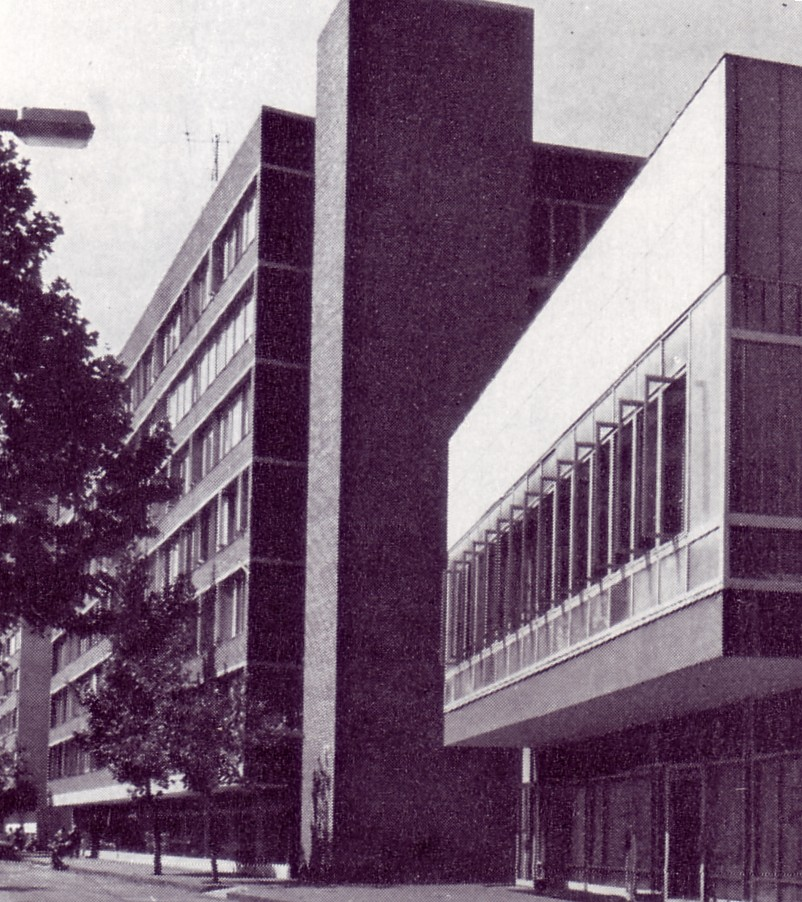
BME. leánykollégium, étterem és konyha 1965-68[forrás?] (ma Martos Kollégium)
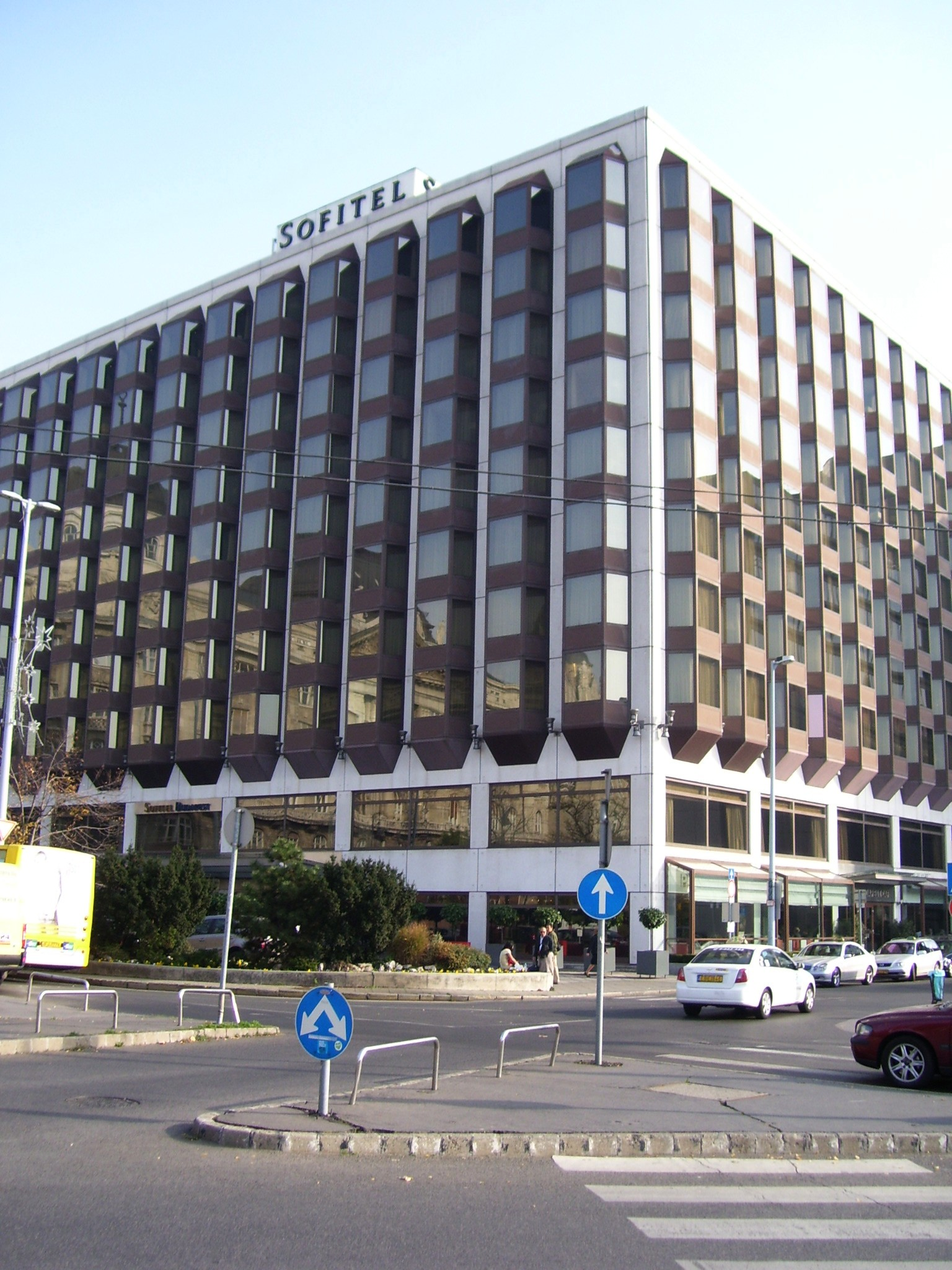
Hotel Atrium-Hyatt (Sofitel) 1979-82 Roosevelt tér felől
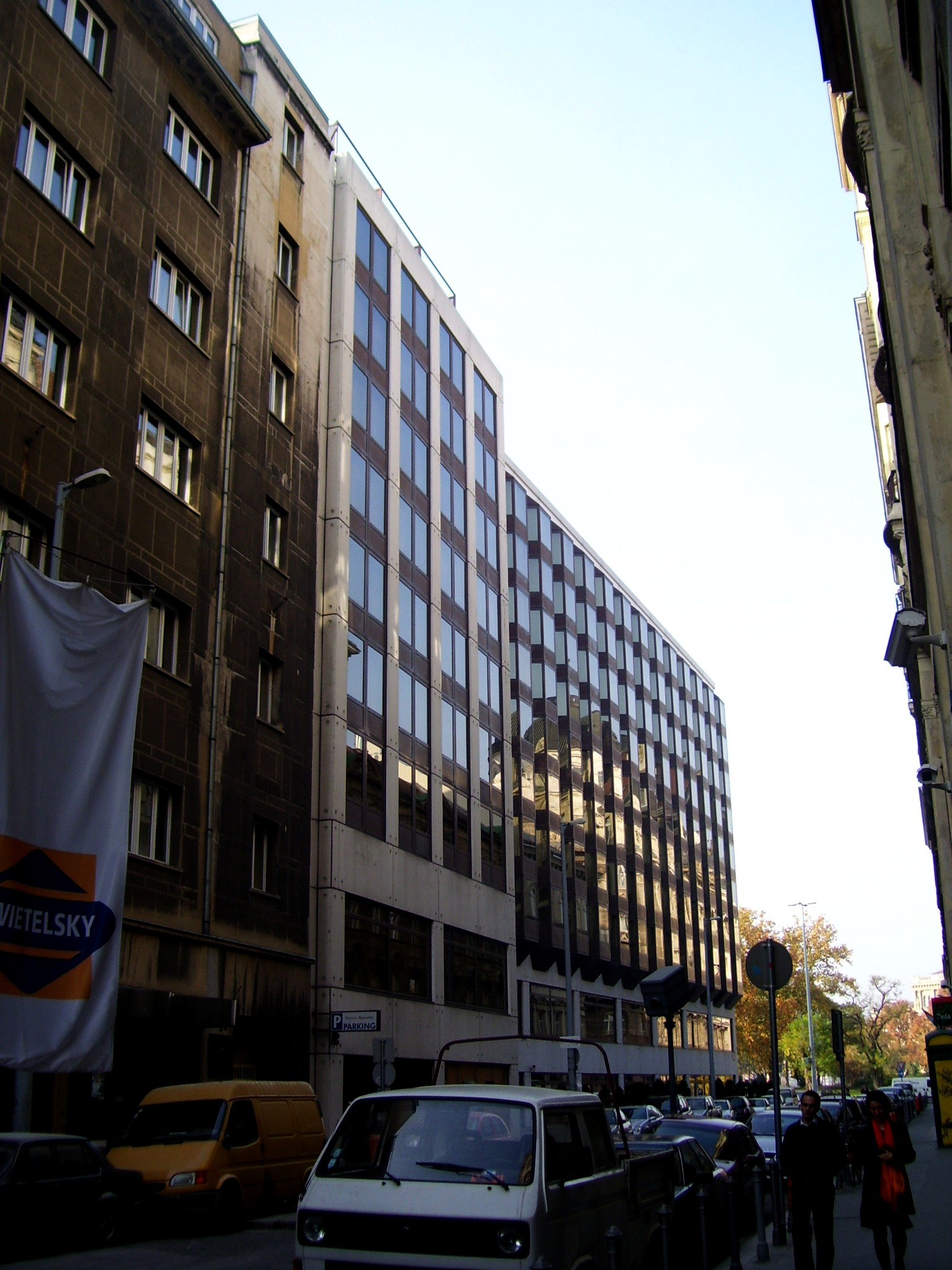
Hotel Atrium-Hyatt (Sofitel) Apáczai Cs.J. utca felől
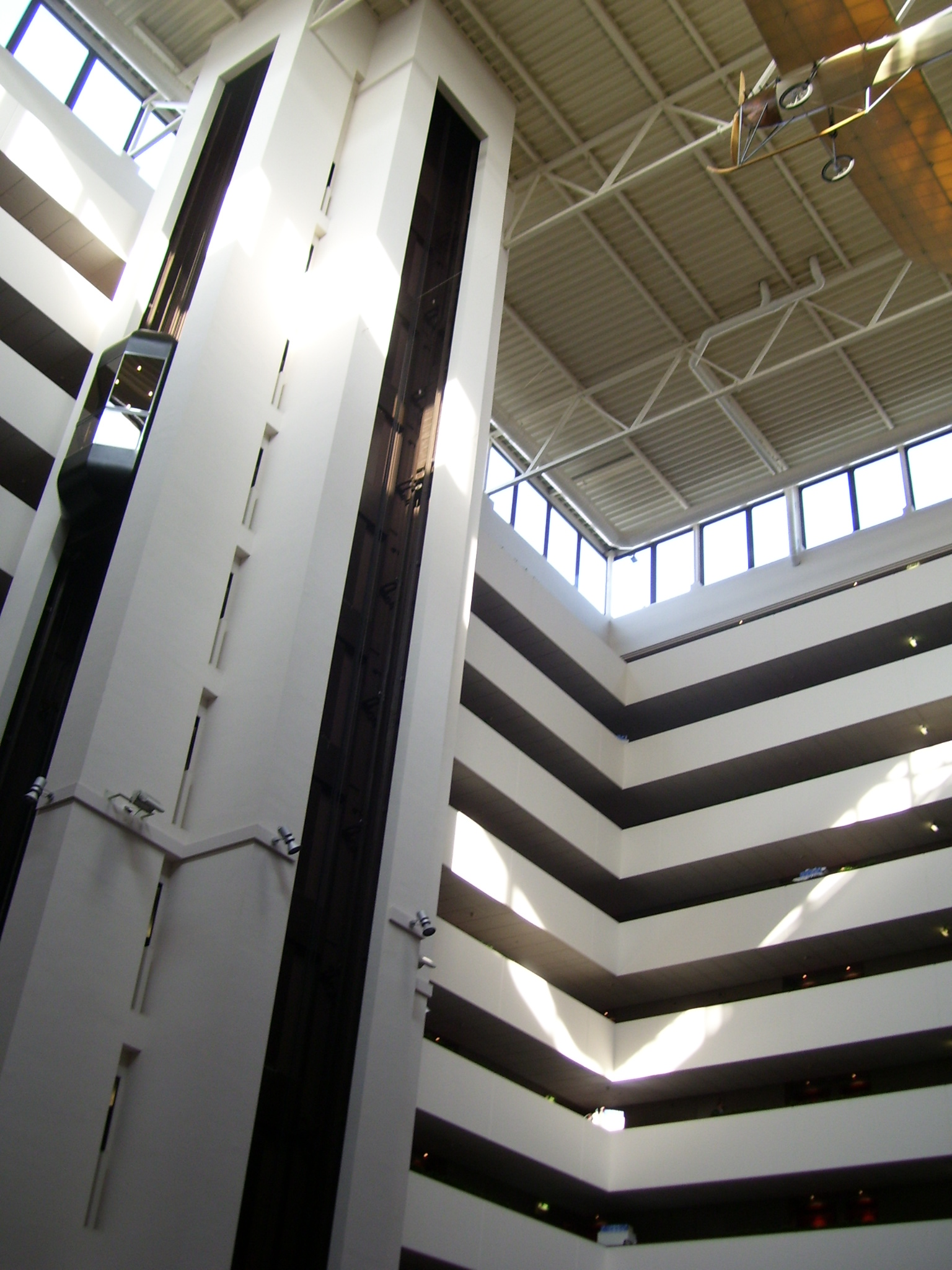
Hotel Atriun-Hyatt (Sofitel) Belső központi átrium
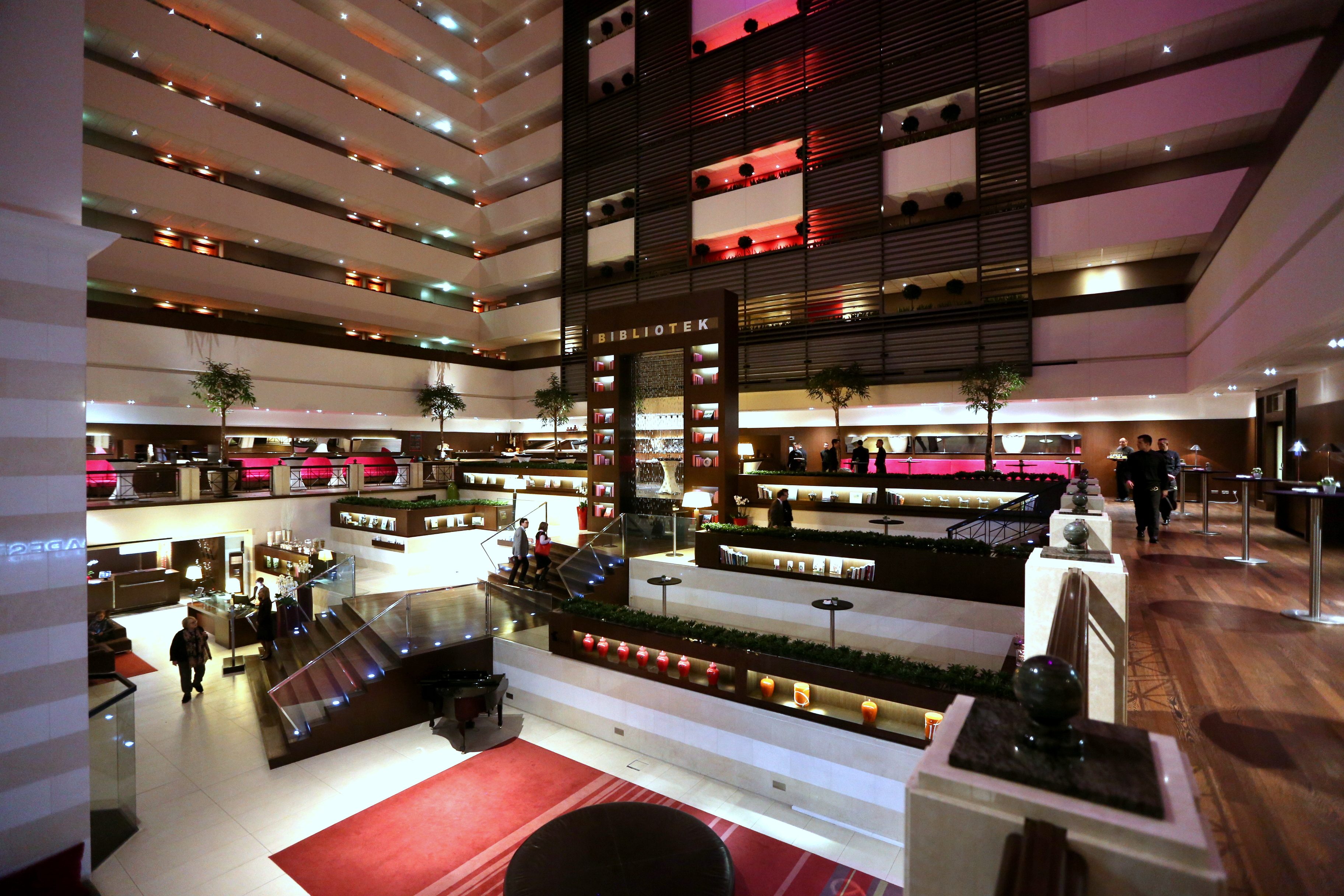
Sofitel Hotel, 2016 (Atriun-Hyatt)
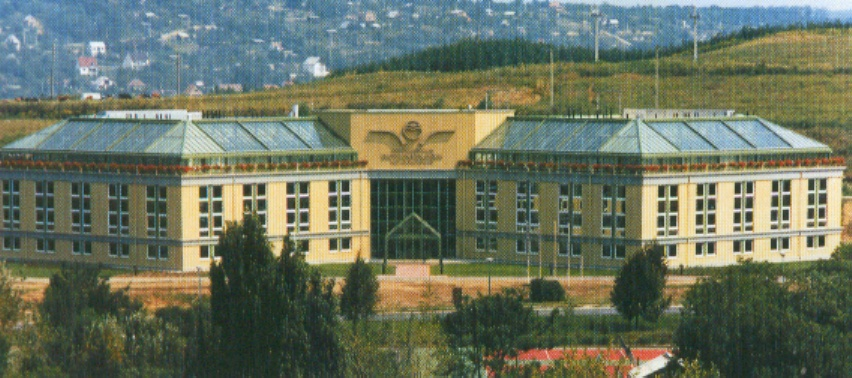
Gödöllő. Biotechnológiai Kutató Intézet 1990
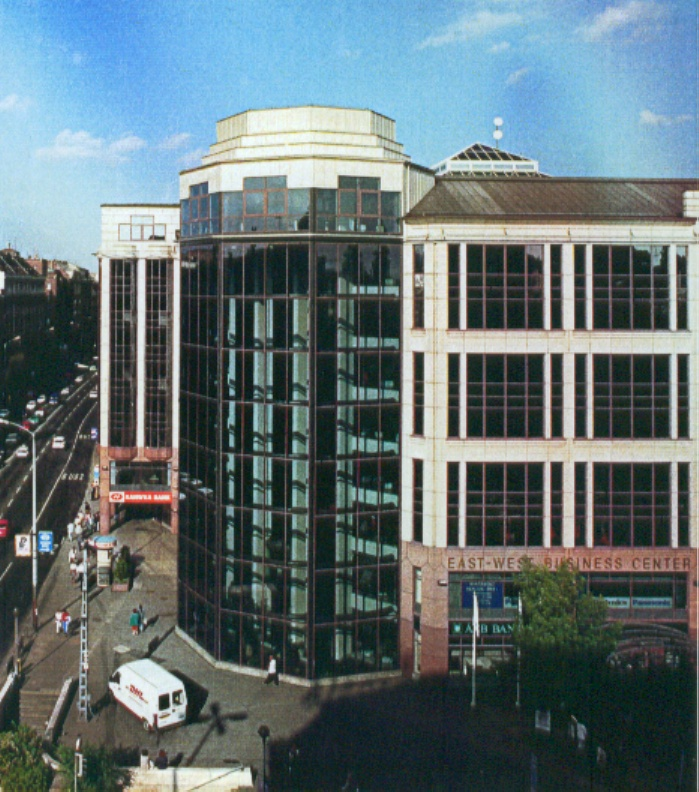
East-West Business Center a Kossuth Lajos utca felől 1991-92
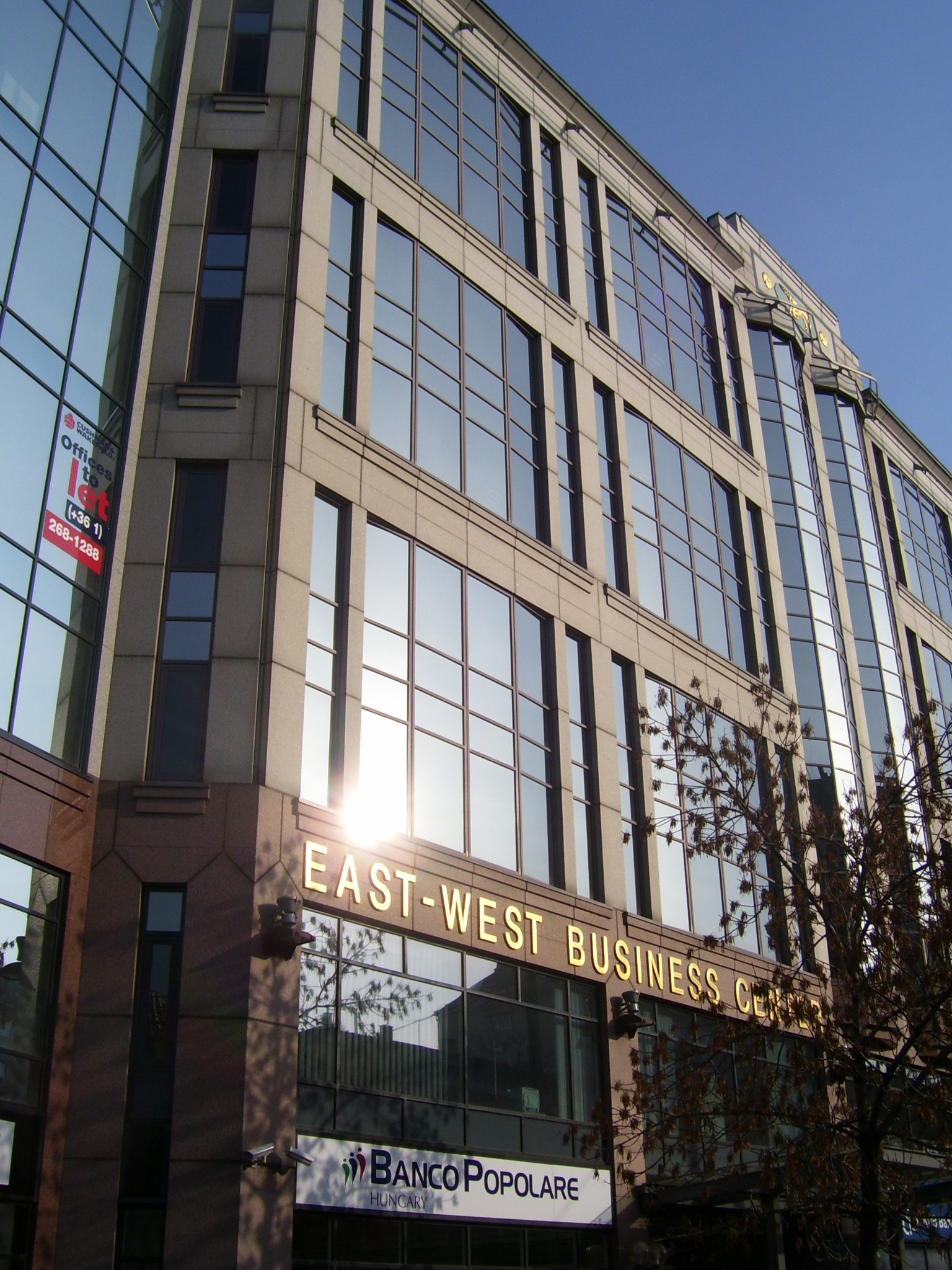
East-West Business Center részlete a Kiskörút felől
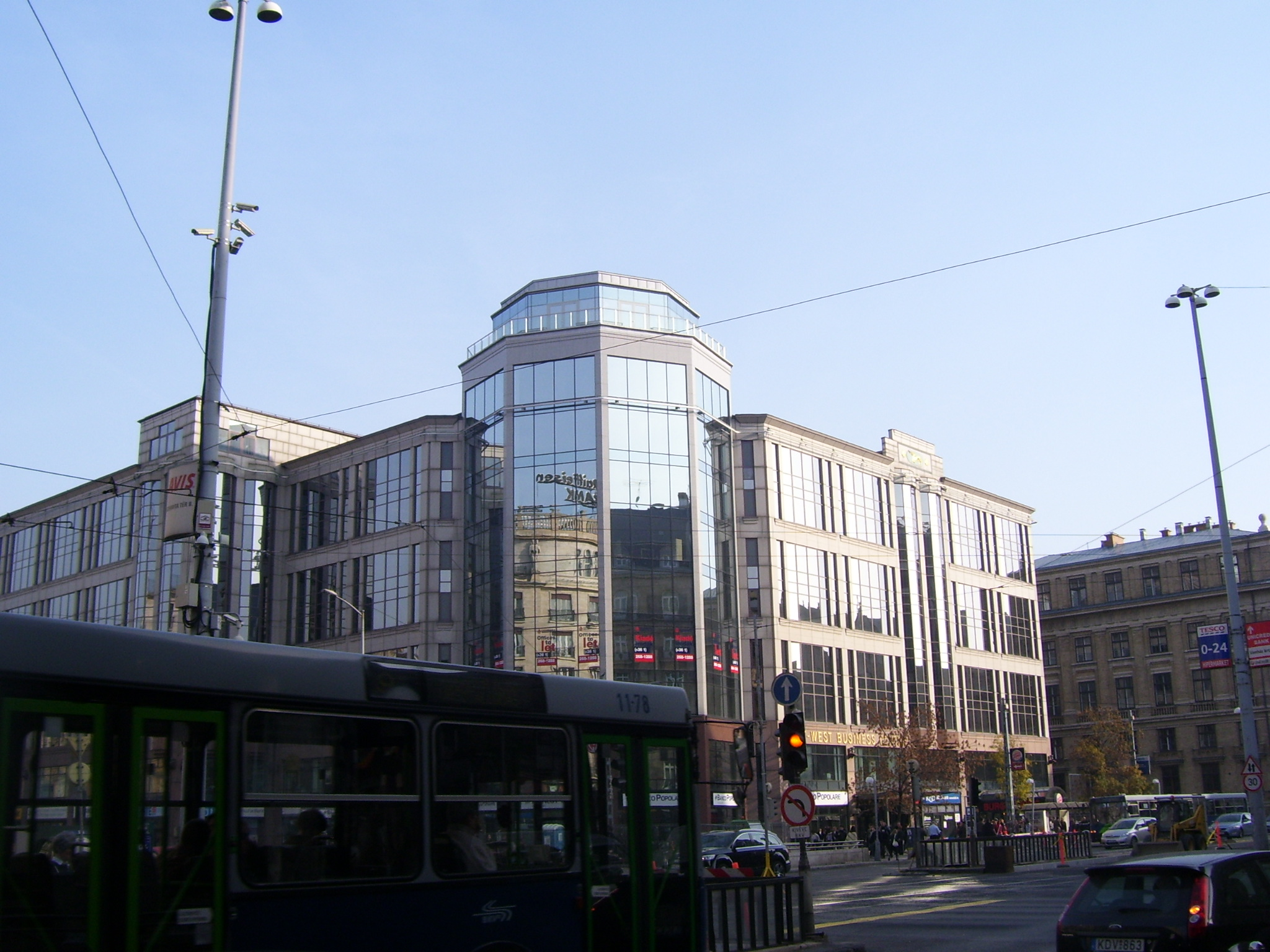
Az East-West Business Center 2008-ban átalakított homlokzata
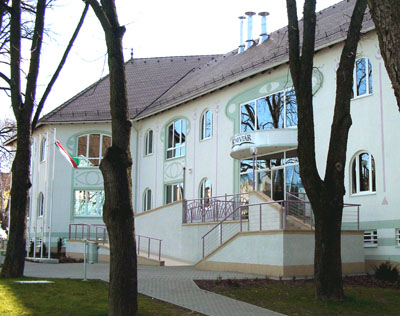
Nagykanizsa. Halis István Városi Könyvtár 2001

## Külső hivatkozások
- Rados Jenő:Magyar építészet története. (Műszaki Könyvkiadó 1971. 409. old.)
- Modern építészeti lexikon. Szerk. Kubinszky Mihály. Budapest: Műszaki. 1978.   348–349. o. ISBN 963-10-1780-X
- Jékely Zsolt – Sódor Alajos Budapest építészete a XX. században. Műszaki Könyvkiadó, 1980)
- A magyar tervezőirodák története (ÉTK. Kft., 2001, 193-213. old.)
- ÉPÍTÉSZFÓRUM. Zalaváry Lajos 85 éves[halott link]
- Architeca Hungarica[halott link]
- A második félévszázad építészete
- ÉPÍTÉSZFÓRUM. Zalaváry – építészportré Zugligeten[halott link]
- Budavári általános iskola története
- Jászberényi strand és termálfürdő
- ÉPÍTÉSZFÓRUM. A Príma Primissima díj 2009 évi jelöltjei Archiválva 2009. október 29-i dátummal a Wayback Machine-ben
- Götz Eszter: Zalaváry Lajos építészete; MMA, Budapest, 2018